# 19 h le dimanche
Ne pas confondre avec 19:00 Dimanche, émission télévisée politique française de TF1.
19 h le dimanche était une émission de télévision française, diffusée entre le 10 septembre 2017 et le 20 mai 2018 sur France 2 et présentée par Laurent Delahousse ou par Thomas Sotto.

## Description
19 h le dimanche est un magazine d'actualités qui se déroule chaque dimanche avant le Journal de 20 heures. Il se compose de reportages, de récits d'actualité, de témoignages, ainsi qu'une mini-fiction politique intitulée Les verbatims. Après le journal, Laurent Delahousse ou Thomas Sotto reçoit une ou plusieurs personnalités dans 20 h 30 le dimanche.
À partir du 27 mai 2018, l'émission a été déprogrammée pour laisser la place aux Internationaux de France de tennis 2018. Cependant, il est annoncé que le programme ne reprend pas sa case à partir du 17 juin jusqu'à la fin de la saison et ne reviendra pas à la rentrée en raison des audiences jugées décevantes par France 2. Sa déclinaison 20h30 le dimanche est quant à elle conservée et revient à partir de septembre 2018. Elle est étendue à partir du 16 mars 2019 avec 20h30 le samedi.

## Chroniqueurs
Éditorialistes
- Alain Duhamel
- Cynthia Fleury
- Caroline Fourest
- Frédéric Lenoir
- Abd al Malik
- Christophe Ono-dit-Biot
- Erik Orsenna
- Nicolas Vanier

Personnalités politiques
- Édith Cresson[4]
- Jean-Pierre Raffarin[5]

## Émissions et audiences
| Émission | Jour de diffusion | Invité(s)                                | Audience moyenne          | Audience moyenne | Réf.         |
| Émission | Jour de diffusion | Invité(s)                                | Nombre de téléspectateurs | PDM              | Réf.         |
| -------- | ----------------- | ---------------------------------------- | ------------------------- | ---------------- | ------------ |
| 1        | 10 septembre 2017 | Fabrice Luchini                          | 1 860 000                 | 10,3 %           | ,            |
| 2        | 17 septembre 2017 | Manuel Valls                             | 2 060 000                 | 11,6 %           | [ 8 ]        |
| 3        | 24 septembre 2017 | André Dussollier                         | 1 530 000                 | 9,3 %            | ,            |
| 4        | 1er octobre 2017  | Alain Ducasse, Bernard Lavilliers        | 1 800 000                 | 9,2 %            | ,            |
| 5        | 8 octobre 2017    | Marc Trévidic                            | 1 830 000                 | 9,7 %            | ,            |
| 6        | 15 octobre 2017   | Bernard Cazeneuve                        | 1 550 000                 | 8,3 %            | [ 15 ]       |
| 7        | 22 octobre 2017   | Giulia Fois et Raphaël Enthoven          | 1 809 000                 | 9,3 %            | [ 16 ]       |
| 8        | 29 octobre 2017   | Kad Merad et Jérémy Ferrari              | 1 870 000                 | 9,3 %            | [ 17 ]       |
| 9        | 5 novembre 2017   | Gaspard Gantzer et Jean-Philippe Lafont  | 1 865 000                 | 8,7 %            | [ 18 ]       |
| 10       | 12 novembre 2017  | Frédéric Lenoir                          | 2 160 000                 | 10,1 %           | [ 19 ]       |
| 11       | 19 novembre 2017  | Bernard Tapie                            | 2 540 000                 | 11,9 %           | [ 20 ]       |
| 12       | 26 novembre 2017  | Max Mathiasin                            | 2 730 000                 | 12,6 %           | [ 21 ]       |
| 13       | 3 décembre 2017   | Alain Nicolas                            | 2 160 000                 | 10,1 %           | ,            |
| 14       | 10 décembre 2017  | Hommage à Johnny Hallyday                | 2 227 000                 | 10,1 %           | ,            |
| 15       | 17 décembre 2017  | -                                        | 2 159 000                 | 9,8 %            | [ 27 ]       |
| 16       | 7 janvier 2018    | -                                        | A renseigner              | A renseigner     | A renseigner |
| 17       | 14 janvier 2018   | -                                        | A renseigner              | A renseigner     | A renseigner |
| 18       | 21 janvier 2018   | -                                        | A renseigner              | A renseigner     | A renseigner |
| 19       | 28 janvier 2018   | Mark Moogalian                           | A renseigner              | A renseigner     | A renseigner |
| 20       | 4 février 2018    | -                                        | A renseigner              | A renseigner     | A renseigner |
| 21       | 11 février 2018   | -                                        | A renseigner              | A renseigner     | A renseigner |
| 22       | 18 février 2018   | -                                        | A renseigner              | A renseigner     | A renseigner |
| 23       | 25 février 2018   | Sylvie Vartan                            | A renseigner              | A renseigner     | A renseigner |
| 24       | 4 mars 2018       | Vianney                                  | A renseigner              | A renseigner     | A renseigner |
| 25       | 11 mars 2018      | -                                        | A renseigner              | A renseigner     | A renseigner |
| 26       | 18 mars 2018      | Aurélie Valognes                         | A renseigner              | A renseigner     | A renseigner |
| 27       | 25 mars 2018      | Philippe Bouvard                         | A renseigner              | A renseigner     | A renseigner |
| 28       | 1er avril 2018    | Marie-Agnès Gillot                       | A renseigner              | A renseigner     | A renseigner |
| 29       | 8 avril 2018      | Manuel Valls et Stromae                  | A renseigner              | A renseigner     | A renseigner |
| 30       | 15 avril 2018     | Patrick Poivre d'Arvor et Alain Thébault | A renseigner              | A renseigner     | A renseigner |
| 31       | 22 avril 2018     | Éric Dupond-Moretti                      | A renseigner              | A renseigner     | A renseigner |
| 32       | 29 avril 2018     | Jacques Laffite                          | A renseigner              | A renseigner     | A renseigner |
| 33       | 6 mai 2018        | -                                        | A renseigner              | A renseigner     | A renseigner |
| 34       | 13 mai 2018       | -                                        | A renseigner              | A renseigner     | A renseigner |
| 35       | 20 mai 2018       | -                                        | A renseigner              | A renseigner     | A renseigner |

Légende :
- Les plus hauts chiffres d'audience
- Les plus bas chiffres d'audience